# Glenn D'Hollander
Glenn D'Hollander (Sint-Niklaas, 28 dicembre 1974) è un ex ciclista su strada belga, professionista dal 1996 al 2010.

## Palmarès

### Strada
- 1992 (Juniores, una vittoria)

Campionati belgi, Prova a cronometro Juniores
- 1995 (Dilettanti, quattro vittorie)

Grote Prijs Affligem
3ª tappa Tryptique Ardennaise (Herve, cronometro)
8ª tappa Österreich-Rundfahrt (Sillian > Obertilliach, cronometro)
8ª tappa Tour de la Région Wallonne (Han-sur-Lesse > Han-sur-Lesse)
- 1996 (Vlaanderen 2002-Eddy Merckx, due vittorie)

10ª tappa Österreich-Rundfahrt (Feichten > Innsbruck)
Schaal Sels
- 1997 (Vlaanderen 2002-Eddy Merckx, una vittoria)

6ª tappa Tour de la Région Wallonne (Nivelles > Namur)
- 1999 (Vlaanderen 2002-Eddy Merckx, una vittoria)

1ª tappa Circuito Montañés (Santander > Torrelavega)
- 2001 (Lotto-Adecco, tre vittorie)

1ª tappa Uniqa Classic (Traismauer > Traismauer)
3ª tappa Tour de la Région Wallonne (Charleroi > Couvin)
Classifica generale Tour de la Région Wallonne
- 2002 (Lotto-Adecco, una vittoria)

3ª tappa Étoile de Bessèges (Nîmes > Les Fumades)

#### Altri successi
- 1994 (Dilettanti)

Criterium Zele
- 1995 (Dilettanti)

Grote Prijs Bodson
Memorial Patrice Bar
- 1998 (Vlaanderen 2002-Eddy Merckx)

Eurode Omloop
- 1999 (Vlaanderen 2002-Eddy Merckx)

5ª tappa Circuito Montañés (Maliaño > El Astillero, cronosquadre)
Classifica giovani Giro dei Paesi Bassi
- 2006 (Chocolade Jacques-Topsport Vlaanderen)

Classifica sprint Tour de la Région Wallonne

## Piazzamenti

### Grandi Giri
- Giro d'Italia

2001: ritirato (8ª tappa)

### Classiche monumento
- Giro delle Fiandre

2002: 94º
2003: ritirato
2005: ritirato
2007: ritirato
- Parigi-Roubaix

2001: ritirato
2002: ritirato
2005: ritirato
2007: ritirato
2009: ritirato
2010: ritirato
- Liegi-Bastogne-Liegi

1999: ritirato
2000: ritirato
2001: 98º
2004: ritirato
- Giro di Lombardia

2001: ritirato

### Competizioni mondiali
- Campionati del mondo

Lugano 1996 - In linea Elite: ritirato